# Kroatiska försvarsrådet

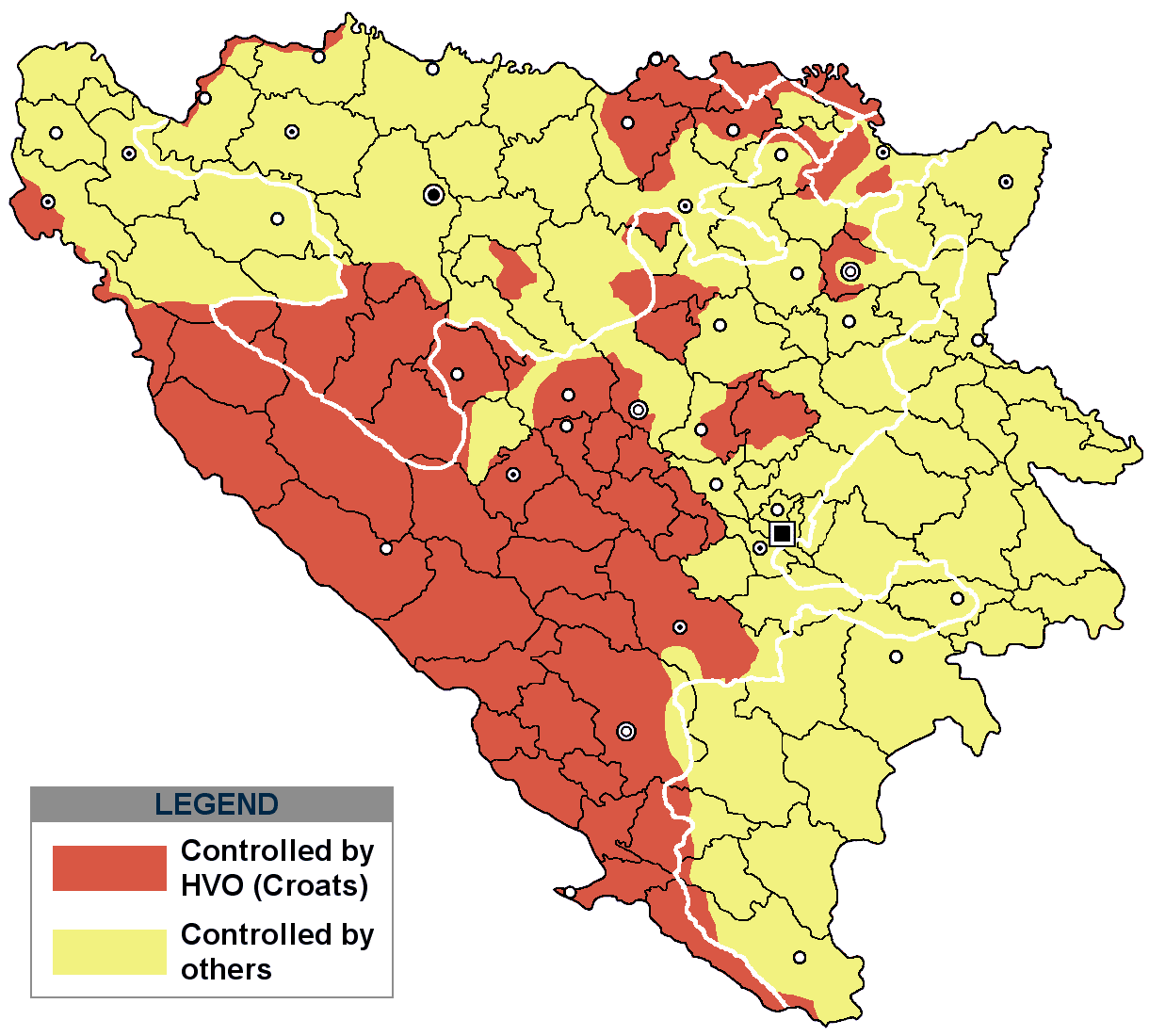
Områden i Bosnien som HVO kontrollerade under kriget.

Kroatiska försvarsrådet (kroatiska: Hrvatsko vijeće obrane) (HVO), var kroatiska republiken Herceg-Bosnas armé under Bosnienkriget (1992-1995). I början av kriget kämpade HVO tillsammans med den bosniska armén (ARBiH) mot serberna, men kom sedan att slåss mot varandra.
HVO belägrade bland annat den östra delen av staden Mostar, som i stort sett förstördes av det kroatiska artilleriet. I april 1994 skrev de kroatiska och bosniska parterna på ett fredsfördrag och beslutade sig för att gå i allians mot de serbiska truppstyrkorna. I augusti 1995, samtidigt som den kroatiska armén inledde sin offensiv (Operation Storm) mot serbiska styrkor i Kroatien och västra Bosnien, började HVO sin egen offensiv mot serberna i södra Bosnien. Med stöd från den bosniska armén intog de flera städer och stod endast ett 30-tal kilometer utanför staden Banja Luka, som var bosnienserbernas huvudstad.
Efter krigsslutet upplöstes HVO genom att gå samman med den bosniska armén.